# Rue Pleyel (Paris)
Pour les articles homonymes, voir Pleyel (homonymie).
La rue Pleyel est une voie située dans le quartier de Picpus du 12e arrondissement de Paris.

## Situation et accès

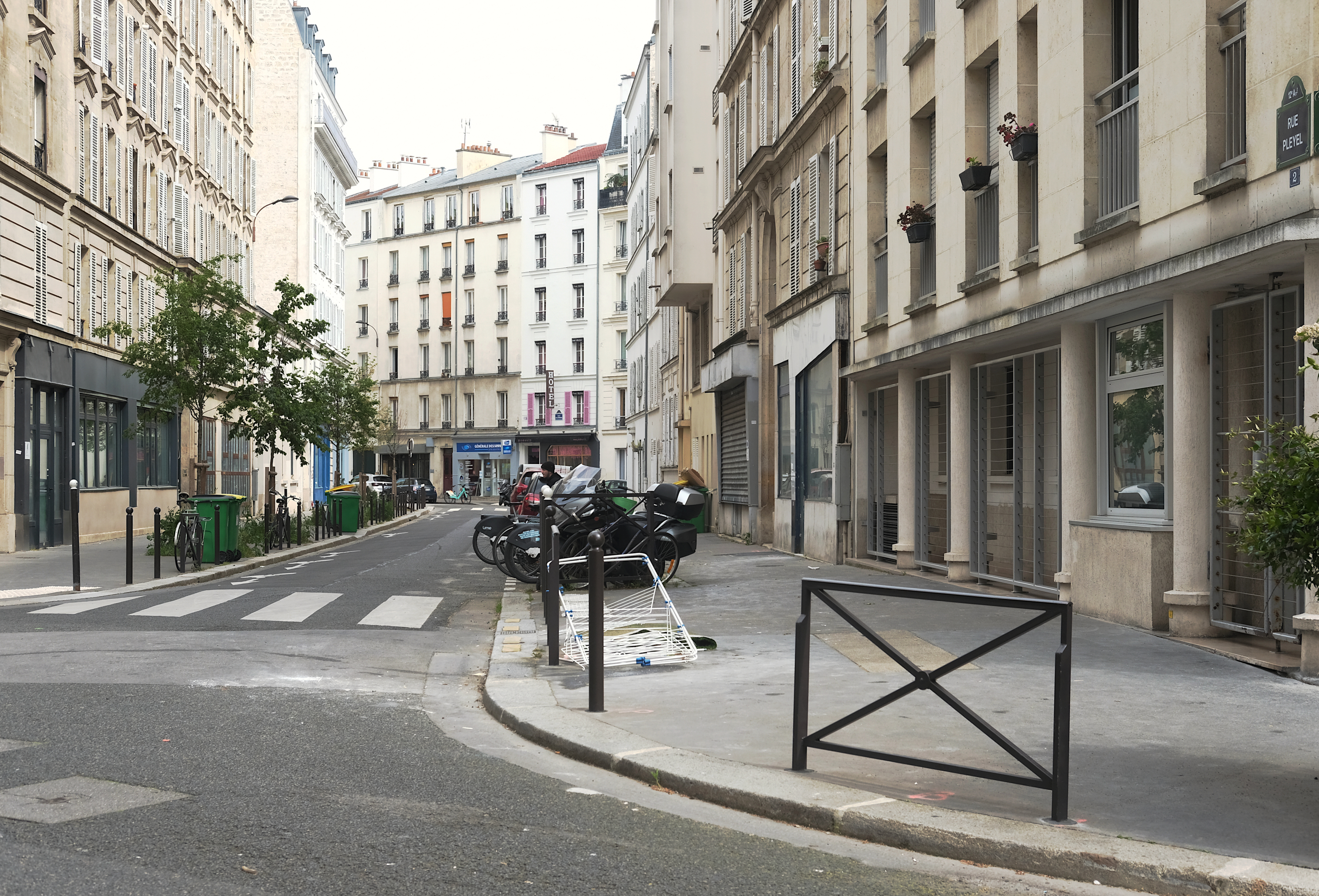
La rue Pleyel vue de la rue Dubrunfaut.

La rue Pleyel est accessible par la ligne de métro 6 à la station Dugommier.

## Origine du nom
Elle porte le nom du compositeur et facteur de pianos Camille Pleyel (1788-1855). 

## Historique
Cette rue était indiquée précédemment sur le plan de Jaillot de 1770 ; elle s'appelait alors « rue des Trois-Sabres », nom qu'elle devait à une enseigne du quartier, mais, peu à peu, cette désignation fut altérée, et en 1834, nous la retrouvons sous le nom de « rue du Trou-à-Sable » en raison d'un trou qui avait été pratiqué dans cette rue pour en extraire du sable .
Avec l'ouverture en 1859 de l'avenue Daumesnil, la rue qui rejoignait avant la rue de Reuilly est amputée de tout son tronçon est.
Cette rue prend sa dénomination actuelle par arrêté du 18 avril 1890.

## Bâtiments remarquables et lieux de mémoire
- 1 rue des Trois-Sabres, pavillon de trois étages, appelé « le château », de vingt-sept pièces ayant appartenu à un certain abbé Pajot, frère de Louis-Léon Pajot (1678-1754), Grand-Maître des Postes du temps de Louis XV. Le pavillon est entouré en 1841 d'un jardin constitué de terrasses en gradins, aménagé de façon qu'on puisse de chaque étage accéder directement à l'une des terrasses, ornées de tilleuls et de marronniers centenaires. La Communauté des Diaconesses de Reuilly y installe sa première maison, avant de s'installer au 95, rue de Reuilly[3]. C'est là que meurt le pasteur Antoine Vermeil en 1864[4].